# Блата
Блата је насељено мјесто у Лици. Налази се у саставу општине Саборско, у Карловачкој жупанији, Република Хрватска.

## Географија
Блата је удаљена око 12 км сјеверозападно од Саборског.

## Историја
До територијалне реорганизације у Хрватској налазила су се у саставу бивше велике општине Огулин. Блата се од распада Југославије до августа 1995. године налазила у Републици Српској Крајини.

## Становништво
Према попису становништва из 2011. године, насеље Блата је имало 54 становника.
| Националност       | 2001.       | 1991.       | 1981.        | 1971.        | 1961.        |
| Срби               | 49 (98,00%) | 30 (96,77%) | 230 (95,83%) | 282 (94,31%) | 337 (98,82%) |
| Хрвати             | 0           | 0           | 2 (0,83%)    | 2 (0,66%)    | 3 (0,87%)    |
| Југословени        | 0           | 0           | 7 (2,91%)    | 6 (2,00%)    | 0            |
| остали и непознато | 1 (2,00%)   | 1 (3,22%)   | 1 (0,41%)    | 9 (3,01%)    | 1 (0,29%)    |
| Укупно             | 50          | 31          | 240          | 299          | 341          |

| Националност   | 2001. | 1991. | 1981. | 1971. | 1961. | 1953. | 1948. | 1931. | 1921. | 1910. | 1900. | 1890. | 1880. | 1869. | 1857. |
| бр. становника | 50    | 31    | 240   | 299   | 341   | 380   | 435   | 468   | 445   | 465   | 379   | 365   | 306   | 340   | 297   |